# تحلیل‌گر دیفرانسیل

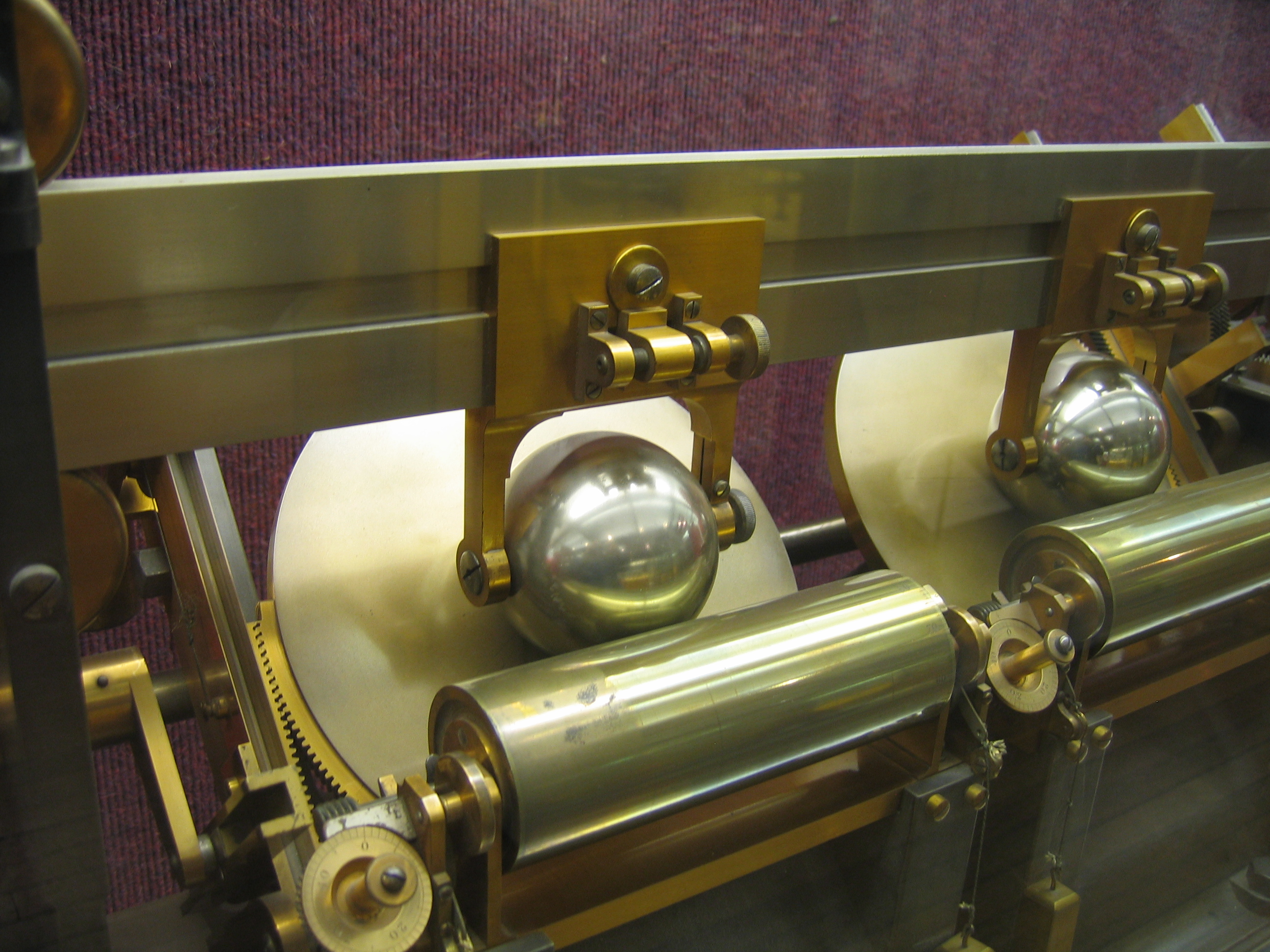
دیسک تامسون و تحلیل گر کروی برای مطالعه جزر و مد

تحلیل گر دیفرانسیل یک رایانهٔ قیاسی مکانیکی است که برای حل معادلات دیفرانسیل طراحی شده که با استفاده از روش چرخ و دیسک انتگرال گیری می‌کند. این یکی از اولین دستگاه‌های محاسبات پیشرفته بود که عملاً مورد استفاده قرار می‌گرفت.

## تاریخچه

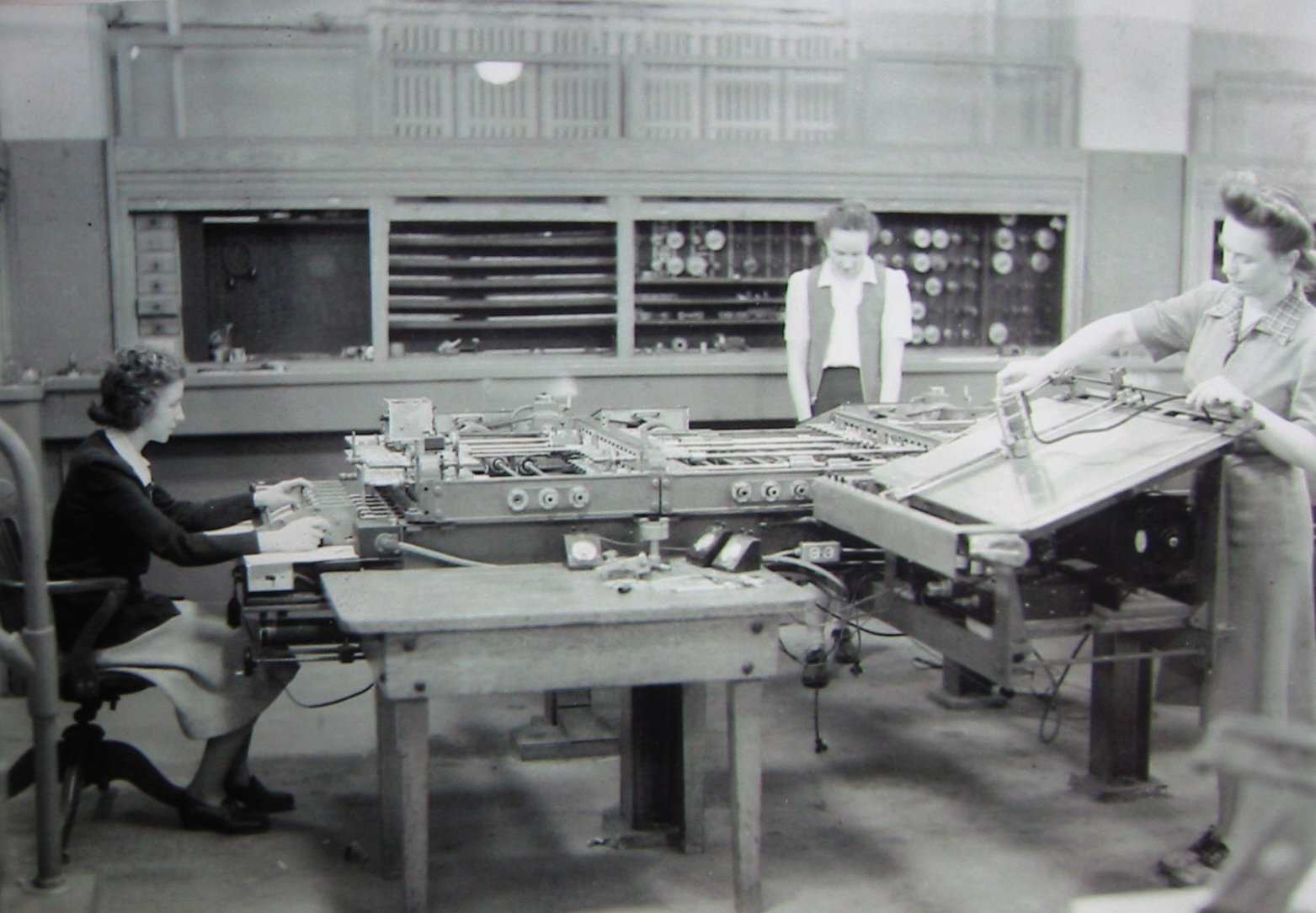
کاتلین آنتونلی، آلیس اسنایدر و سیس استامپ در حال کار روی تحلیل گر دیفرانسیل در زیر زمین مدرسه مور مهندسی برق دانشگاه پنسیلوانیا, فیلادلفیا، پنسیلوانیا, c. ۱۹۴۲–۱۹۴۵.

تحقیقات برای ساخت بک تحلیل گر مکانیکی برای حل معادلات دیفرانسیل از سال ۱۸۳۶ زمانی که فیزیکدان فرانسوی گوستاو کوریولیس وسیله‌ای را برای حل معادلات دیفرانسیل مرتبه اول ساخت شروع شد.